# 福德岡之場
福德岡之場（日语：／ Fukutoku-okanoba */?）是位於日本所属小笠原群岛南硫磺島北方約五公里處的海底火山，屬於位於海底的北福德破火山口內的火口丘。
自20世紀初期開始的觀測紀錄中，該海底火山曾多次在爆發後形成高於海水面的島嶼，不過都很快的在持續的火山活動及海浪的侵蝕下而消失；在2010年時量測到的火山最高處位於在海平面下約25公尺處，2021年8月時一度由於大規模爆發後形成島嶼，但在2022年1月時已再度消失。
此處區海域是過去被日本的漁民稱為「岡之場」的漁場，後來由漁船「福德丸」發現位於此處的海底火山，因此依慣例由發現船隻的名稱「福德」作為此海底地形的名稱，組合後成為「福德岡之場」之名。

## 觀測歷史
目前對福德岡之場最早的紀錄在1904年1月，在該片海域落下火山爆發出的石塊，海面上也出現浮岩，在11月的大規模爆發後，於12月5日在該海域發現了新生成的圓形島嶼，並被稱為「新硫磺島」，經量測記錄周長約4.5公里，島上最高處為145公尺，面積7,936公頃，不過到了隔年6月15日被發現該區域成為一片礁岩，最高處已不到3公尺。1911年在此量測到的水面下最高點高度甚至已位於水面下426公尺。
1914年1月的大規模爆發後，該處在1月25日又被發現再度出現一個周長約11.8公里，島上最高處達300公尺，面積9,075公頃的島嶼，不過在年底就被發現到島嶼上已有多處崩塌，最高處僅剩117公尺，最終在1916年6月29日後完全消失。
1986年1月的大規模爆發後，在1月20日再度觀察到形成島嶼，不過在兩個月後的3月26日即消失。
2007年日本氣象廳開始實施火山噴發警戒等級後，福德岡之場也持續發布「周邊海域警戒」，此後在2008年、2010年、2013年、2020年都有觀察到海底火山活動的紀錄。

2021年8月13日福德岡之場的爆發產生的噴煙高度達17,000公尺，並觀測到有火山閃電的出現，而這次產生的火山灰最遠飄到了位於西南西方向兩千五百公里外的巴士海峽，甚至是南海，接著在8月15日即由日本海上保安廳再次發現到出現直徑約一公里的島嶼，不過此次的島嶼在五個月後即消失；此次火山爆發也產生了大量的浮岩，在隨著洋流漂浮後於十月中開始陸續抵達西側約一千多公里的沖繩群島，十二月抵達台灣。

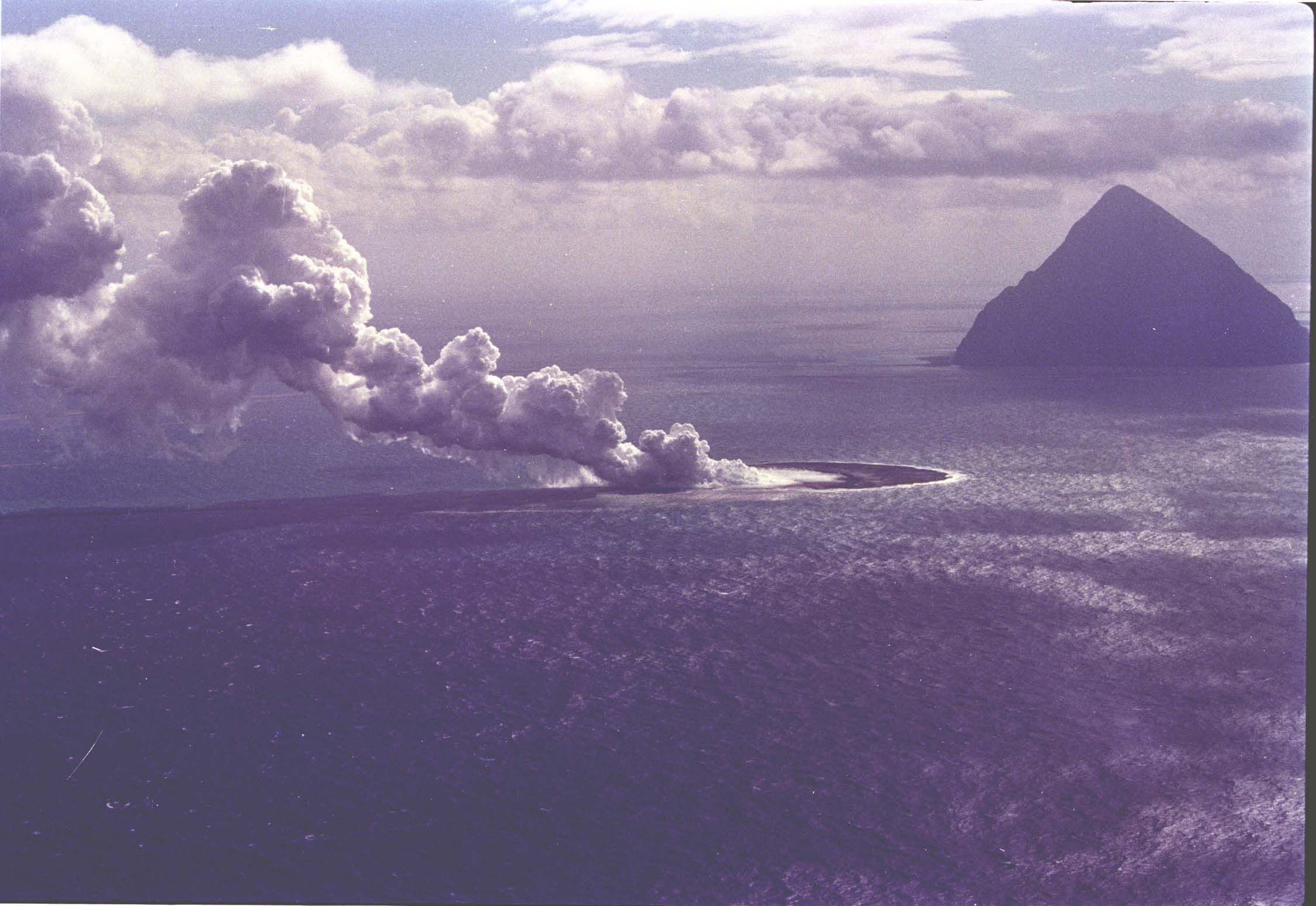
1986年爆發時的福德岡之場海域，後方為南硫磺島
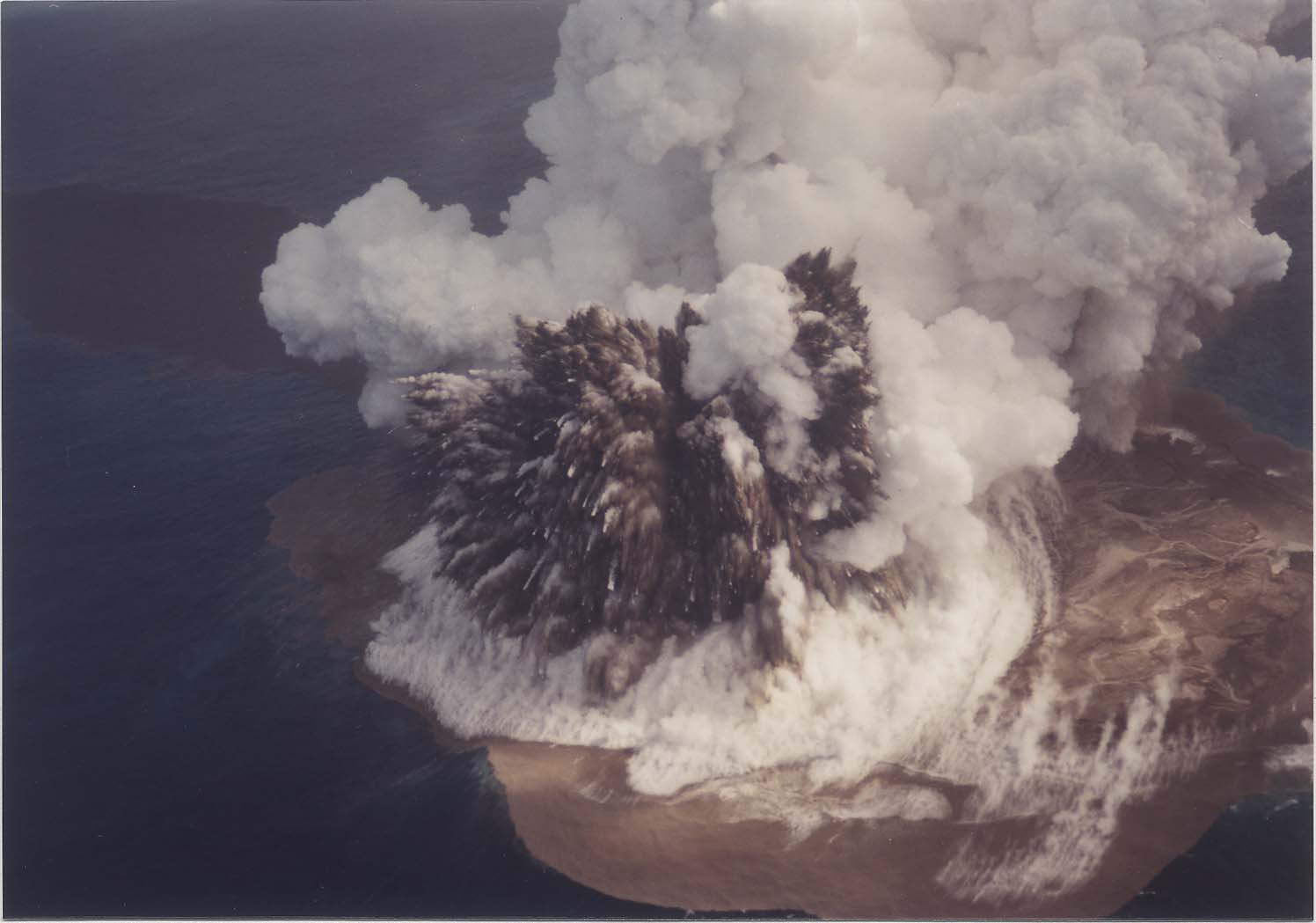
1986年爆發時的福德岡之場海面

## 外部連結
- （日語） 福德岡之場 （页面存档备份，存于）（日本海上保安廳　海域火山資料庫）
- （日語） 福德岡之場 （页面存档备份，存于）（日本氣象廳　全國活火山的活動紀錄）